# جورج بيلمونت
جورج بيلمونت (بالفرنسية: Georges Belmont)‏ هو ناشر وصحفي ومترجم فرنسي، ولد في 19 يوليو 1909 في بيلي في فرنسا، وتوفي في 26 ديسمبر 2008.